# Фромм, Линетт
Лине́тт Э́лис «Скви́ки» Фромм (англ. Lynette Alice "Squeaky" Fromme; родилась 22 октября 1948) — американка, член печально известной банды Чарльза Мэнсона «Семья», пытавшаяся убить президента Джеральда Форда в 1975 году. Приговорена к пожизненному лишению свободы, освобождена после 34 лет заключения в тюрьме 14 августа 2009 года.

## Ранние годы
Линетт Фромм родилась в Санта-Монике, штат Калифорния, в семье домохозяйки и авиационного инженера. В детские годы была участницей популярной танцевальной группы Westchester Lariats, которая совершала турне по США и Европе, появилась на телевидении и побывала в Белом доме, в 1959 году участвовала в гастрольном туре группы.
В 1963 году семья Фромм переехала в другой калифорнийский город Редондо-Бич (Redondo Beach). Линетт начала пить и принимать наркотики, у неё появились проблемы с семьёй и учёбой. В 1966 она не без проблем окончила школу, после чего на несколько месяцев уехала от родителей, затем вернулась, поступила в колледж; недолго проучившись, бросила его, и позже была изгнана из дома отцом.

## В группировке Чарльза Мэнсона
В 1967 страдавшая от депрессии и не имевшая своего жилья Линетт встретила недавно вышедшего из тюрьмы Чарльза Мэнсона. Она прониклась его философией. Они подружились и стали путешествовать вместе с другими молодыми людьми, жили то на ранчо в Южной Калифорнии, то в пустыне около Долины Смерти на границе со штатом Невада. Кличку «Сквики» ей дал Джордж Спан из-за звука, который она издала, когда он коснулся её.
Когда Мэнсон и некоторые члены «Семьи» были арестованы по подозрению в убийстве актрисы Шэрон Тейт и нескольких других убийствах, Фромм и оставшиеся на свободе члены секты активно вели кампанию за их оправдание. Одновременно с этим они нарисовали на своих лбах кресты, отказывались от дачи показаний и всячески распространяли учение Мэнсона. В результате Линетт была осуждена на короткий срок за неуважение к суду.
После того как Мэнсон получил пожизненный срок, Фромм, как и вся коммуна последователей Мэнсона, старалась проживать поблизости от тюрем, в которых он содержался. Линетт начала писать 600-страничную книгу о «семье», но затем отказалась от этой идеи. Судьба рукописи неизвестна.

## Убийство в Стоктоне
Некоторое время Фромм проживала в Стоктоне вместе с двумя подругами и двумя мужчинами, Майклом Монфортом и Джеймсом Крейгом, которые состояли в Арийском братстве и ранее были осуждены. Монфорт и Крейг убили некоего Джеймса Уиллета (James T. Willett) за то, что он хотел донести на них. Уиллета заставили выкопать себе могилу, а затем застрелили. После обнаружения тела вся группа была арестована. В доме-трейлере, где они находились, полиция изъяла оружие и наркотики. Затем также было обнаружено тело убитой жены Уиллета — Лорин (Lauren Willett). Их дочь-младенец оказалась в приюте. Фромм подозревали в соучастии в убийстве Уиллетов, но в конечном итоге она была освобождена из-за недостатка улик.

## Попытка встретиться с Джимми Пейджем
В марте 1975 Фромм попыталась вступить в контакт с музыкантом Джимми Пейджем из группы Led Zeppelin, однако вице-президент звукозаписывающей компании Денни Голдберг не пустил её к музыканту. После долгого спора в гостинице, во время которого Фромм говорила о том, что может видеть будущее и хочет предупредить Пейджа об опасности, исходящей от неких «энергий», Голдберг согласился передать её записку, однако затем сжёг послание.

## Покушение на президента

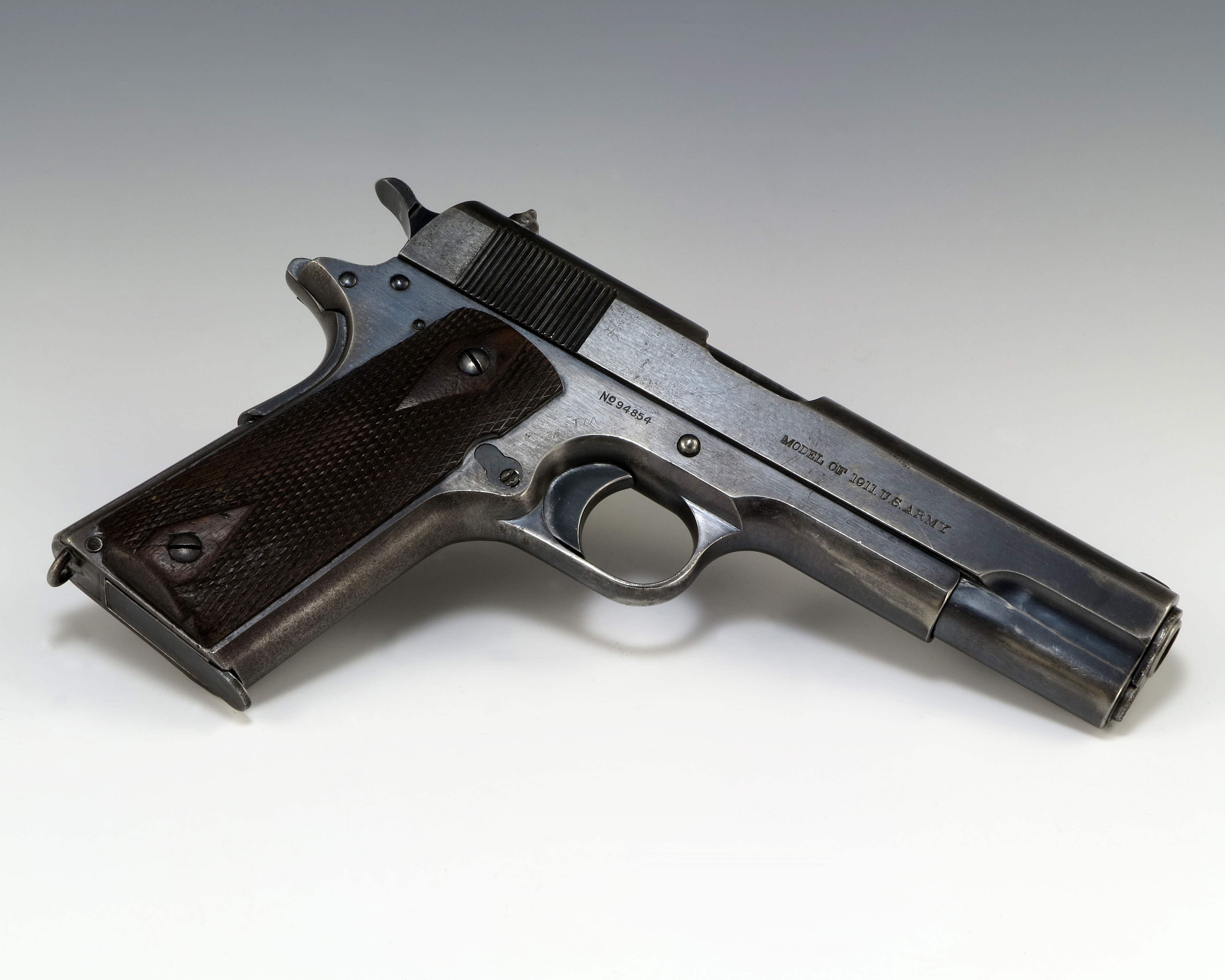
Пистолет, который использовала Фромм

Утром 5 сентября 1975 года Фромм пришла в парк у Капитолия штата Калифорния в городе Сакраменто, где в этот день должен был появиться тогдашний президент США Джеральд Форд. Она имела при себе самозарядный пистолет M1911, который был заряжен четырьмя патронами, но не готов к стрельбе, поскольку патрон не был дослан в патронник. Она направила пистолет на президента Форда и была тут же обезврежена агентом Секретной службы. Закованная в наручники женщина смогла дать короткое интервью, в котором сказала, что пистолет не выстрелил. Затем Фромм давала разные объяснения своим мотивам и неготовности её оружия к открытию огня.
На суде Линетт отказалась сотрудничать с собственной защитой и бросила в прокурора яблоко, разбив ему очки.

### Последующая жизнь
В 1979 году была переведена в тюрьму в городе Дублин, Калифорния. 23 декабря 1987 бежала из тюрьмы Кэмп-Алдерсон в Западной Вирджинии, чтобы, по её словам, встретиться с Мэнсоном, но была поймана через два дня.
14 августа 2009 была освобождена условно-досрочно. Затем переехала в штат Нью-Йорк.

## В культуре
История Линетт Фромм и других убийц президентов — успешных и нет — рассказана в мюзикле Assassins Стивена Сондхайма и Джона Вейдмана. Её героиня появляется в дуэте с Джоном Хинкли. В 70-х годах стала также героиней серии скетчей в шоу Saturday Night Live для NBC. Её изображала актриса Ларейн Ньюман. Была одним из персонажей фильма Квентина Тарантино «Однажды в… Голливуде» (2019), где её роль исполнила Дакота Фэннинг.